# Gradac (Batočina)
Gradac (em cirílico: Градац) é uma vila da Sérvia localizada no município de Batočina, pertencente ao distrito de Šumadija, na região de Šumadija e Lepenica. A sua população era de 206 habitantes segundo o censo de 2011.

## Demografia
| 1948 | 1953 | 1961 | 1971 | 1981 | 1991 | 2002 | 2011 |
| ---- | ---- | ---- | ---- | ---- | ---- | ---- | ---- |
| 354  | 349  | 351  | 333  | 340  | 273  | 245  | 206  |